# Der Sohn der Hagar

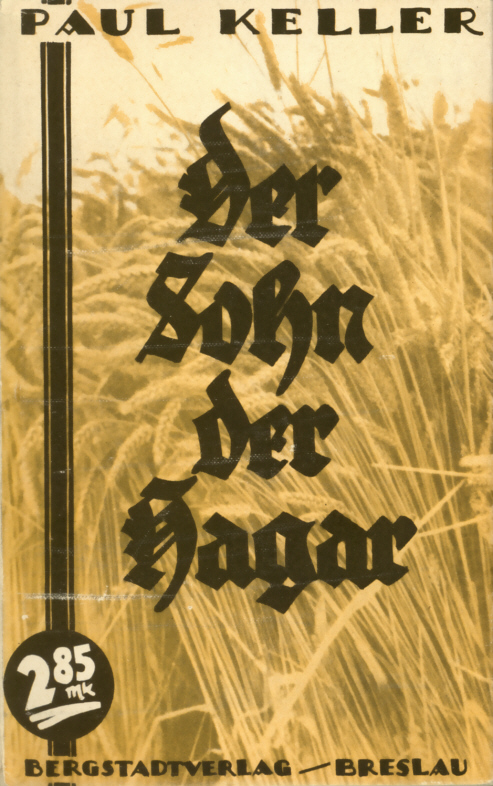
Volksausgabe 1930

Der Sohn der Hagar ist ein sozialkritischer Heimatroman des schlesischen Schriftstellers Paul Keller (1873–1932), der 1907 erstmals erschienen ist.
In diesem Roman, in dem Paul Keller den Gipfel seines künstlerischen Werkes erreicht hat, verbindet sich die sozialkritische Anklage mit der christlichen Zuversicht des Autors. Das Buch ist in der Schilderung einiger Charaktere humorvoll und mit Augenzwinkern über die Schwächen der Menschen geschrieben, aber auch voll Poesie in den Naturschilderungen und den Visionen, in denen die verstorbene Mutter Roberts oder am Ende des Buches Christus selbst erscheint. Paul Keller appelliert durch seine gemütvolle Darstellung an das Gefühl des Lesers und versteht es sowohl zu rühren, zu unterhalten und auch nachdenklich zu machen.
Das beim Publikum erfolgreiche Buch ist seit seinem Erscheinen bis heute immer wieder aufgelegt worden und wurde auch verfilmt.

## Inhalt
Der Roman spielt um 1900 in dem kleinen schlesischen Ort Teichau. Hier tauchen vier Wandermusiker auf, denen der dortige Arzt und Amtsvorsteher Dr. Friedlieb, der sozial engagiert und tatkräftig ist, ins Gewissen redet, ihre heimatlose Existenz aufzugeben und sich im Orte anzusiedeln. Er verschafft jedem von ihnen eine Stelle, jedem nach seinen Fähigkeiten. Einer der Musiker, Robert Winter, erzählt ihm sein Schicksal und den Grund, warum er auf der Straße gelandet ist. Er ist der uneheliche Sohn von Martha Hellmich, die bei seiner Geburt auf einem Feld ganz alleine ohne Hilfe verblutet ist. Der ihm unbekannte Vater hat sich weder um Mutter noch Sohn gekümmert, ihn hasst Robert, weil er ihn für sein verpfuschtes Leben verantwortlich macht. Als der ebenfalls anwesende Gastwirt Hartmann den Namen Hellmich und die Umstände von Roberts Geburt hört, erschrickt er zutiefst. Er muss erkennen, dass dieser sein eigener Sohn ist. Hartmann hatte mit Martha ein Verhältnis, dann aber eine Frau geheiratet, die vermögend war, und mit dieser den Gasthof betrieben und einen Sohn Berthold und eine Tochter Christel. Er hat nicht den Mut, sich den Tatsachen zu stellen und weigert sich zunächst, Robert bei sich als Knecht aufzunehmen, wie Dr. Friedlieb dies einrichten will. Doch der alte Knecht Gottlieb Peukert, der von der einstigen Geschichte weiß, droht Hartmann alles zu erzählen, wenn er nicht seine Schuld wenigstens teilweise wieder gut macht, indem er Robert von der Straße holt und ihm eine Anstellung im Hause gibt. Hartmann gibt nach, auch nachdem seine Tochter Christel ebenfalls erfährt, dass Robert ihr Bruder ist, und gleichfalls für ihn eintritt. Nur diese drei Menschen wissen von dem Geheimnis, Robert selbst ahnt nichts.
Gegen den Widerstand der Frau lebt Robert nun bei den Hartmanns. Christel behandelt ihn sehr freundlich, kauft ihm einige Dinge und macht ihm das Leben so leicht als möglich. Robert missversteht aber ihre Freundlichkeit und glaubt, dass sie in ihn verliebt sei. Er selbst hat sich aber in Lore verliebt, eine elternlose Nichte Hartmanns, die ebenfalls im Hause lebt. Sie bezaubert durch ihr heiteres Wesen, ist aber noch jung und sorglos, möchte sich nicht durch Heirat binden und noch ihr Leben genießen. Bei einem Dorffest lässt sie sich mit einem Postassistenten aus der Stadt ein und es kommt, wie es kommen muss. Sie wird schwanger, der Mann aber will sie nicht heiraten, zumindest jetzt noch nicht. Hartmann, der bemerkt hatte, dass Robert Lore gerne hat, hat geplant, die beiden zu verheiraten und sie mit einigem Geld auszustatten, wodurch er an Robert einiges hätte gut machen können. Dieser Plan ist nun zunichte, die Frau jagt Lore aus dem Haus. Robert, der Lore liebt und nun maßlos enttäuscht ist, wird auch an sein eigenes Schicksal erinnert. Schweren Herzens begleitet er Lore in die Stadt und spricht mit dem Kindesvater. Nachdem er erkannt hat, dass dieser kein schlechter Mensch ist und er Lore nehmen möchte, überbringt er ihm eine Summe Geldes von Hartmann, damit die beiden eine Existenz gründen können. Zuvor hat Robert Lore vor der Verzweiflung und dem Gang ins Wasser bewahrt.
Nachdem Hartmann einen Schlaganfall erlitten hat und wegen seiner Krankheit nicht mehr auf Robert aufpassen kann, und nach dem Weggang von Lore wird das Leben Roberts im Hartmannschen Hause immer schwieriger. Christel, um Roberts Vermutung, dass sie in ihn verliebt sei, zu zerstreuen, offenbart ihm ihre Liebe zu dem doppelt so alten Dr. Friedlieb, der sich aber ihrer Meinung nach nicht für sie interessiere. Umgekehrt ist auch Friedlieb in Christel verliebt, wagt es aber eben wegen seines Alters nicht, sich ihr zu offenbaren. Als die beiden dann endlich doch zusammenkommen und heiraten, verliert Robert mit Christel die letzte Person, die ihm sein Dasein lebenswert gemacht hat. Frau Hartmann und ihr dümmlicher Sohn Berthold machen Robert das Leben zur Hölle.
Durch eine merkwürdige Fügung erfährt Robert schließlich, dass er der Sohn Hartmanns ist. Er ist bei dem alten Ehepaar Hellmich zu Gast gewesen und entdeckt in deren Hausbibel den Namen Martha Hellmich und deren Geburtsdatum eingetragen. Zuvor hatte er zufällig die Stelle aus dem 1. Buche Mosis aufgeschlagen, die von der von Abraham verstoßenen Hagar und deren Sohn Ismael erzählt. Die Hellmichs sind seine Großeltern, diese wussten nicht, was mit ihrer verschwundenen Tochter passiert ist und hofften immer noch auf ein Lebenszeichen von ihr. Nun erfahren sie, dass ihre Tochter gestorben ist. Robert ist zutiefst getroffen. Er ist Hartmann dankbar gewesen, weil dieser stets gut zu ihm war, andererseits ist Hartmann gerade jener unbekannte verhasste Vater, der sein Leben auf dem Gewissen hatte. Er kann nicht länger in dessen Hause bleiben, in dem ihm nicht Recht wurde, sondern wo er nur Almosen erhielt. Es kommt zu einem hässlichen gewalttätigen Zusammenstoß mit Frau Hartmann und er verlässt mit etwas Geld, das ihm seine Großeltern überlassen, Teichau.
Seine ehemaligen Musikerfreunde, die längst schon wieder Teichau verlassen hatten und Robert gerne wieder als vierten Mann in ihrer Gruppe aufgenommen hätten, erkennen, dass Robert völlig verändert ist. Nach kurzer Zeit trennt er sich wieder von ihnen und verdingt sich als Fabrikarbeiter in der Stadt. Er ist voller Unfrieden und Hass. Eine Lungenkrankheit macht sich bemerkbar und im Spital hört er ein Gespräch der Ärzte mit, aus dem hervorgeht, dass er nur mehr kurze Zeit zu leben habe. Robert beschließt, ein letztes Mal Lore zu sehen und reist zu ihr. Bei diesem Treffen erfährt er, dass sie nicht ihren Mann, sondern Robert geliebt hat. Mit diesem Bewusstsein und sterbenskrank nun auch zur Verzeihung bereit und fähig kehrt er nach Teichau zurück. Er erreicht aber nicht mehr die Häuser des Dorfes, sondern bricht mit einem Blutsturz am Rande des Ortes an einem Feld zusammen, ähnlich wie auch seine Mutter einst auf einem Feld verblutet war. Dem Sterbenden erscheint Jesus Christus in einer Vision und verheißt ihm ein tröstliches Geschick in seinem Reiche.

## Ausgaben
- Der Sohn der Hagar. München: Allgemeine Verlagsgesellschaft, 1907
- Der Sohn der Hagar. Breslau: Bergstadtverlag, 1915
- Der Sohn der Hagar. Volksausgabe. Breslau: Bergstadtverlag, 1930
- Der Sohn der Hagar. Berlin: Deutsche Buch-Gemeinschaft, 1935
- Der Sohn der Hagar. Taschenbuchausgabe. München: Goldmann, 1954
- Der Sohn der Hagar. München: Bergstadtverlag, um 1956
- Der Sohn der Hagar. München: Bergstadtverlag, 1986

## Übersetzungen

### Italienisch
- Il figlio di Agar. Mailand: Ist. di propaganda libraria, 1945

### Niederländisch
- De Zoon van Hagar. Leuven: De Vlaamsche Bockenhalle, 1925

### Slowakisch
- Agarin syn. Trnava: Spolok sv. Vojtecha, 1948

### Tschechisch
- Hagařin syn. Prag: Orel, 1932

## Verfilmungen
- Der Sohn der Hagar (Deutschland, 1927), unter der Regie von Fritz Wendhausen, mit Mady Christians, Max Schreck u. a.
- Sohn ohne Heimat (Deutschland, 1955), unter der Regie von Hans Deppe, mit Elisabeth Flickenschildt, Werner Krauß, Paul Bösiger, Eva Probst, Josefin Kipper, Heinrich Gretler, Paul Klinger, Gunnar Möller, Wolfgang Gruner, u. a.